# ДОТ № 186 (КиУР)

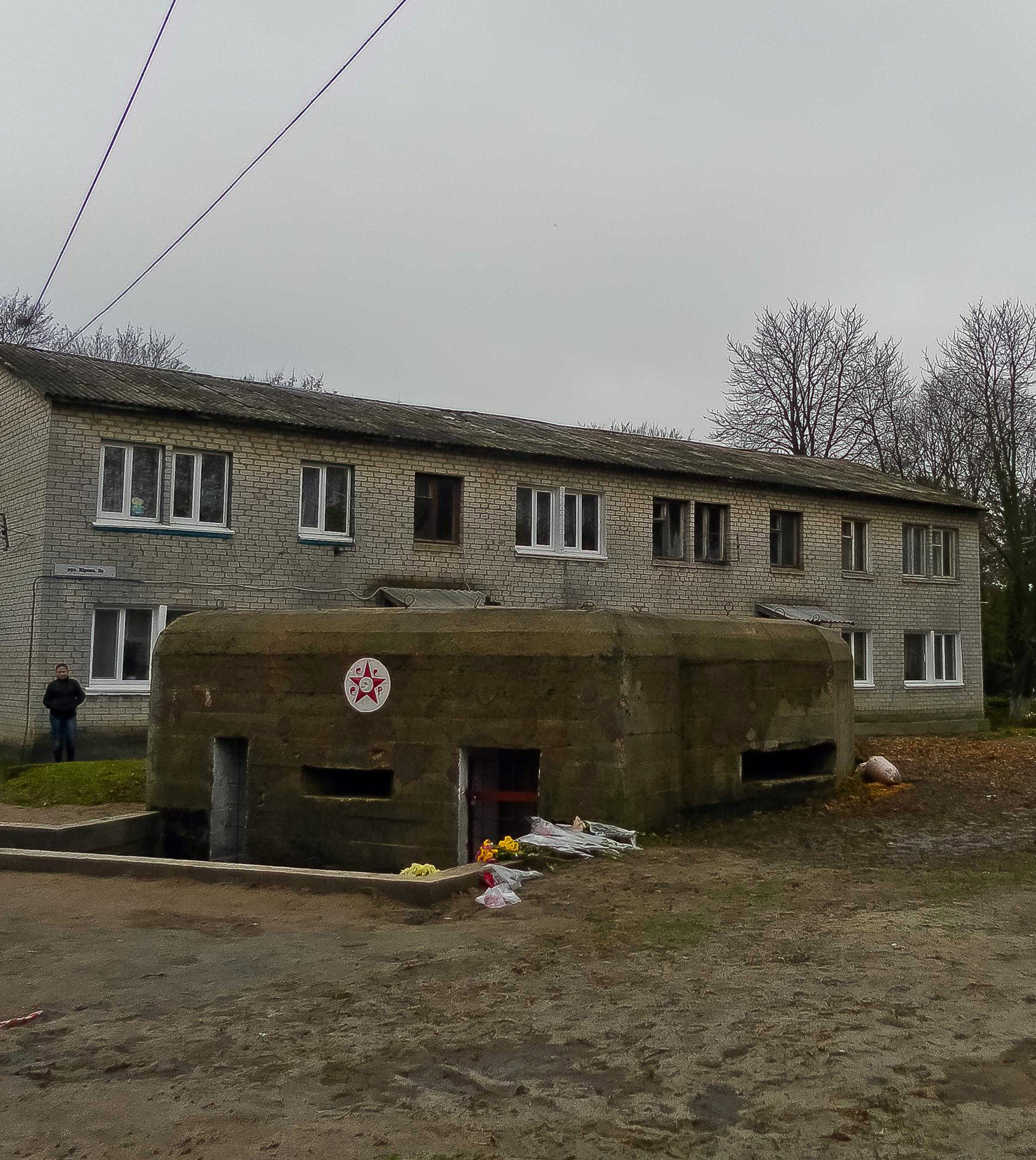
ДОТ № 186

ДОТ № 186 — долговременная огневая точка Киевского укрепленного района в поселке Чабаны под Киевом. Построена 1930 году, хорошо сохранилась и в 2012 году на её основе был создан музей. Памятник истории, науки и техники местного значения № 513/58-Ко.

## История

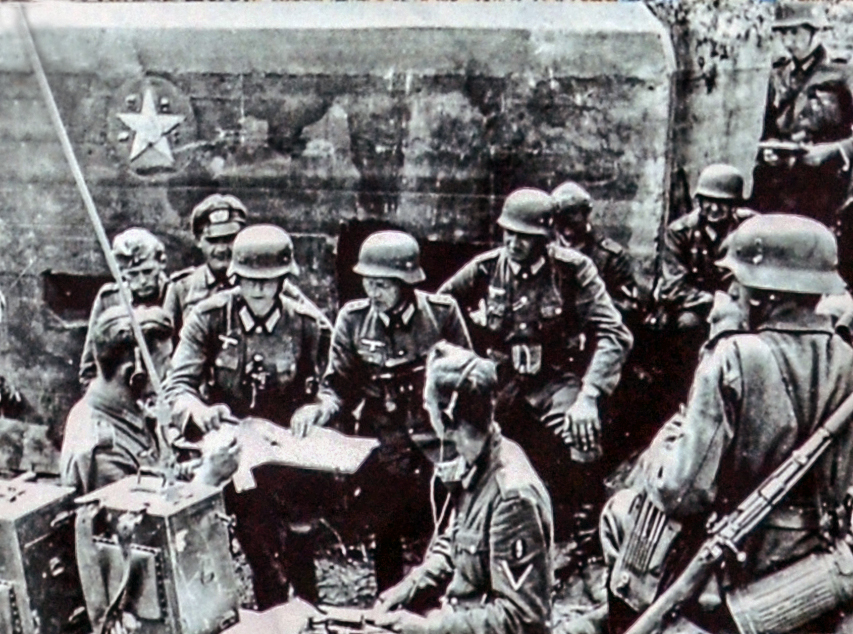

ДОТ № 186 был построен между первой и второй линиями обороны Киевского укрепленного района. Он принадлежал к 7-му батальонного района обороны. В 1941 входил в состав опорного пункта «Крым». ДОТ защищала 4-я рота 28-го отдельного пулеметного батальона под командованием капитана Ивана Евсийовича Кипаренка.
Во время обороны Киева в этой местности были жестокие бои и она переходила из рук в руки много раз. Сохранились фотографии ДОТа № 186, сделанные во время войны, на некоторых из которых его окружают немецкие солдаты.
Стены ДОТа выдержали военные обстрелы. Хотя и покрытый выбоинами от пуль и снарядов, он не разрушился и с 1960-х годов использовался местными жителями как хозяйственная постройка.

## Описание
В наше время ДОТ № 186 окружают жилые дома. Он расположен у дома 3а по улице Покровской (бывший Кирова).
ДОТ рассчитан на 10-15 человек и имеет класс стойкости «М1». Его стены толщиной 1,5 метра и перекрытия толщиной 1,2 метра могут выдержать прямое попадание 203-миллиметрового снаряда. ДОЛ одноэтажный, имеет четыре боевых каземата и с одной амбразурой в каждом, сквозник с дополнительной амбразурой обороны тыла и командирскую рубку. На вооружении ДОТа было 4 станковых пулемета «Максим» и один (по другим источникам 3) ручных пулемета «ДП» или «ЗН» В этом доте сохранились некоторые элементы оборудования, которых не сохранилось ни в каких или почти никаких других.

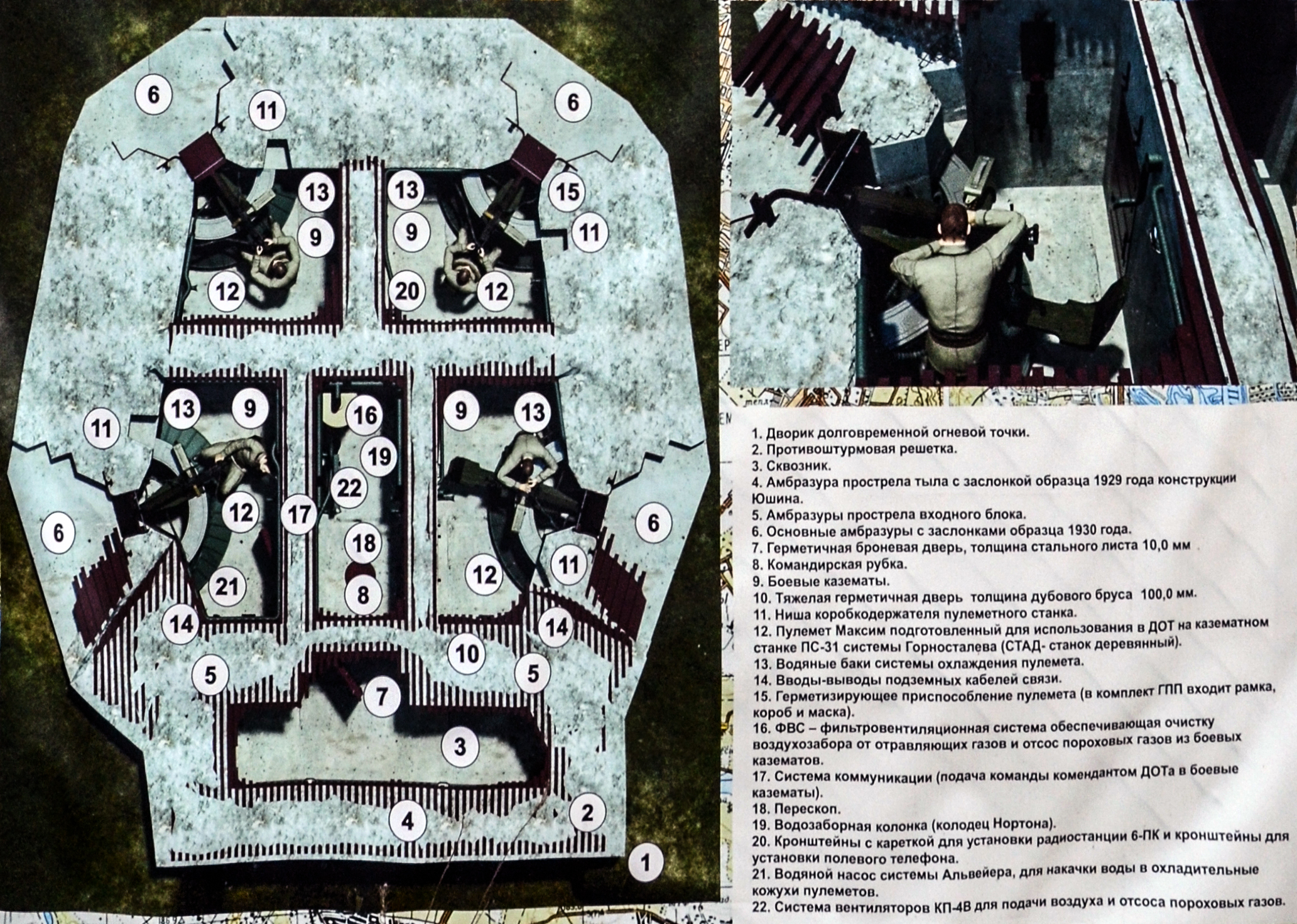
Внутренняя планировка ДОТа
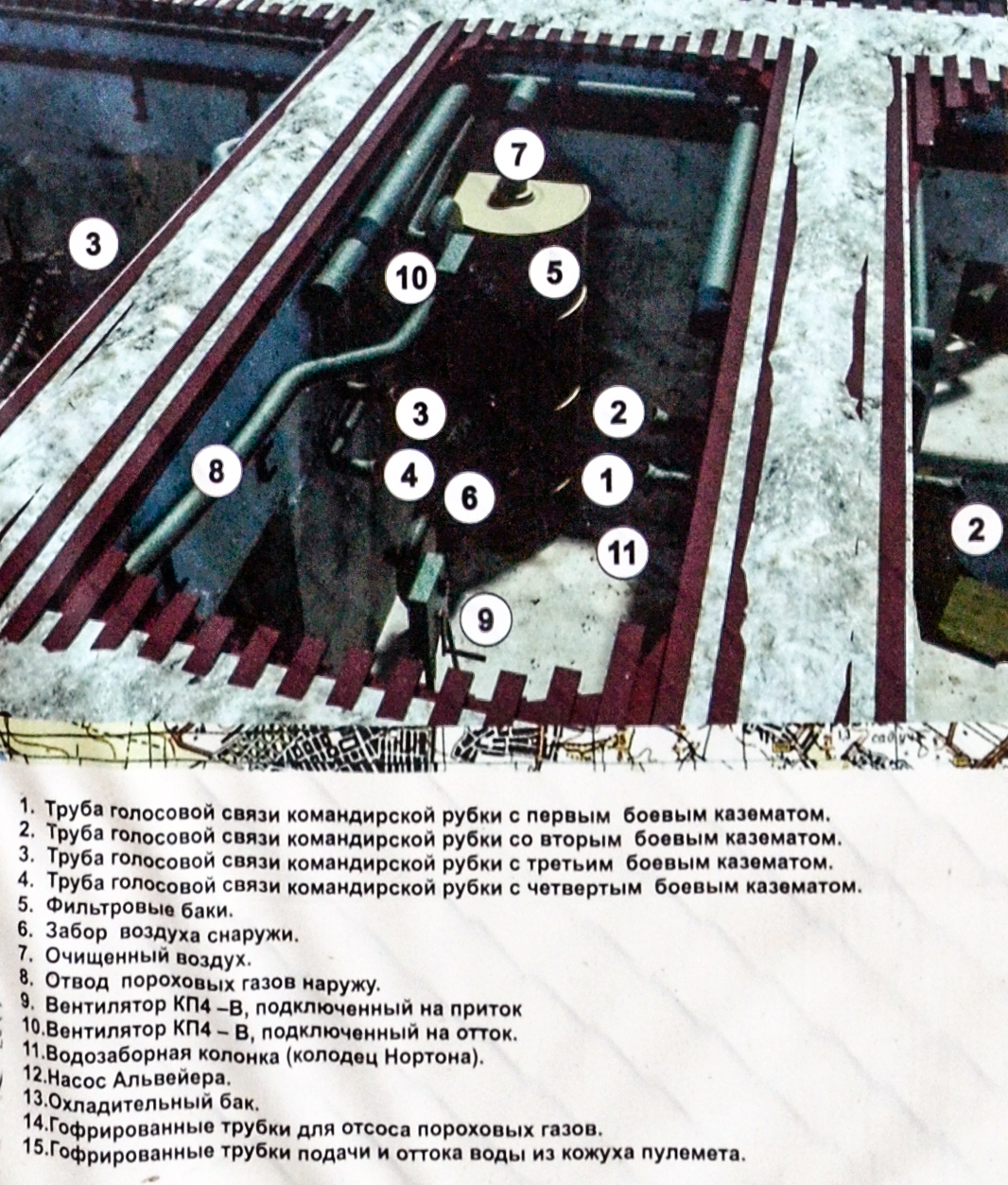
Фильтровальная установка
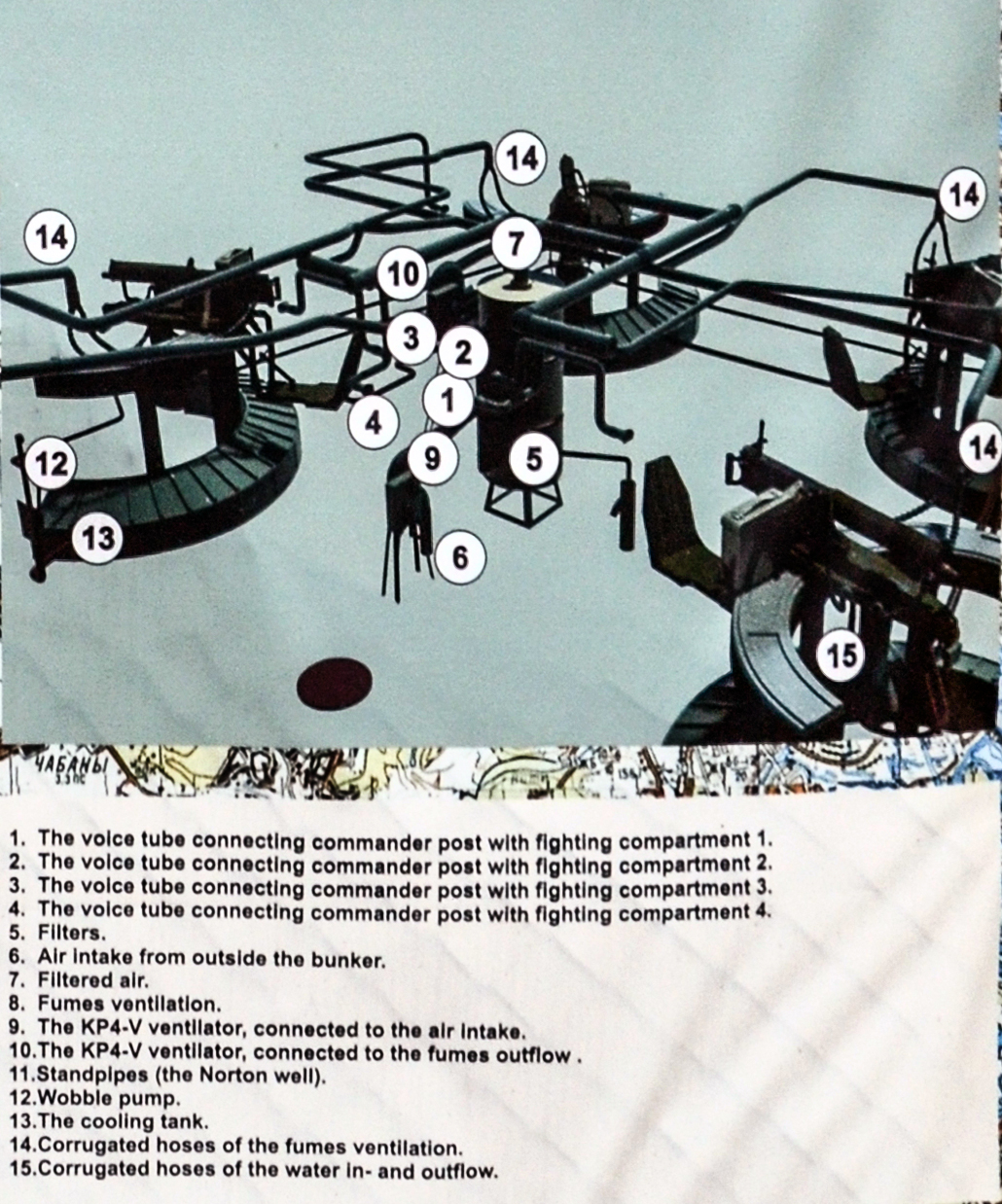
Система охлаждення пулеметов
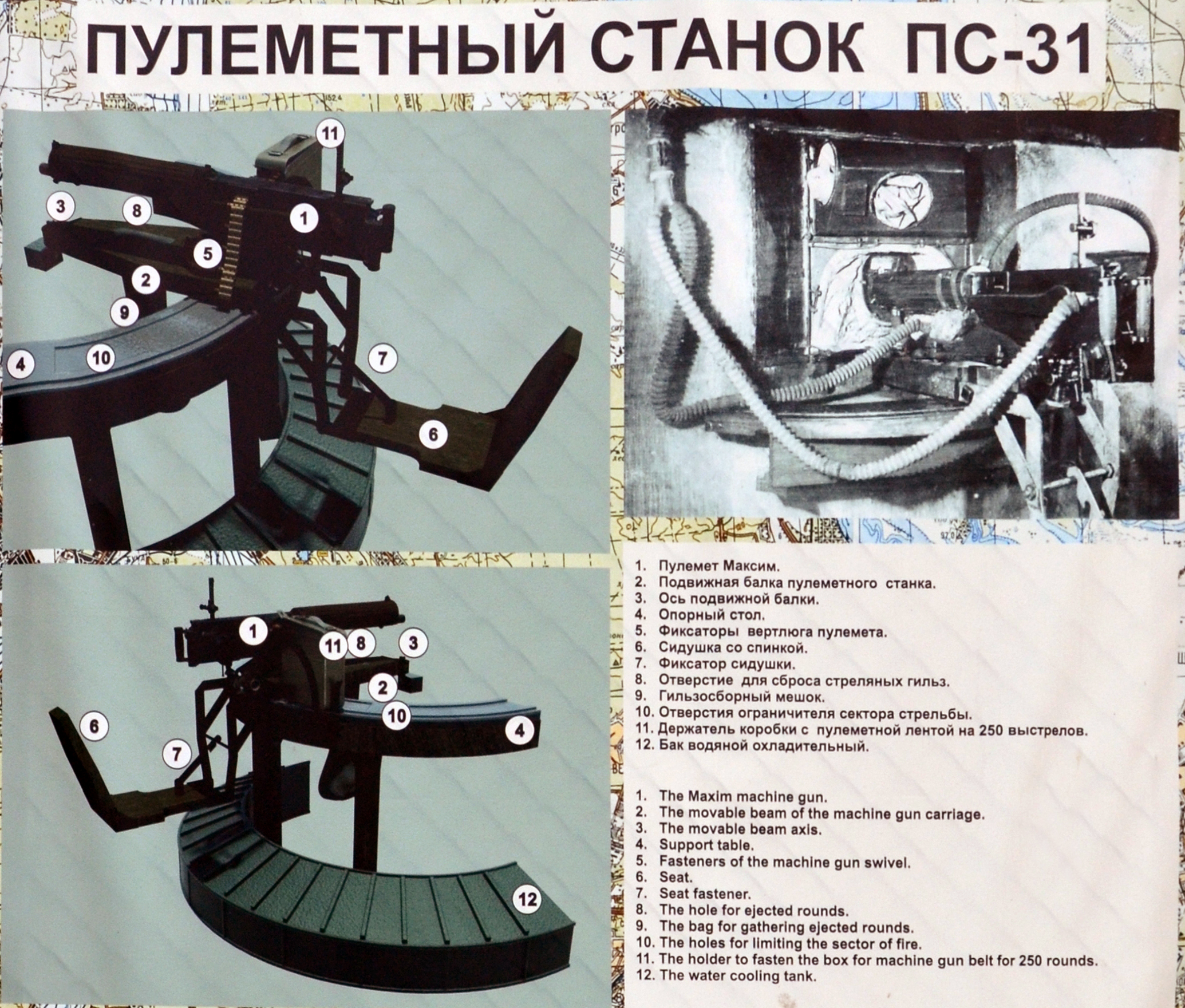
Схема пулеметного станка ПС-31

## Охранный статус
В 2010 году Министерство культуры Украины предоставило ДОТа № 186 статус памятника истории, науки и техники местного значения, с охранным номером 513/58-Ко. До этого (по данным за 2003 год) он не входил в перечень памятников, находящихся на учёте.

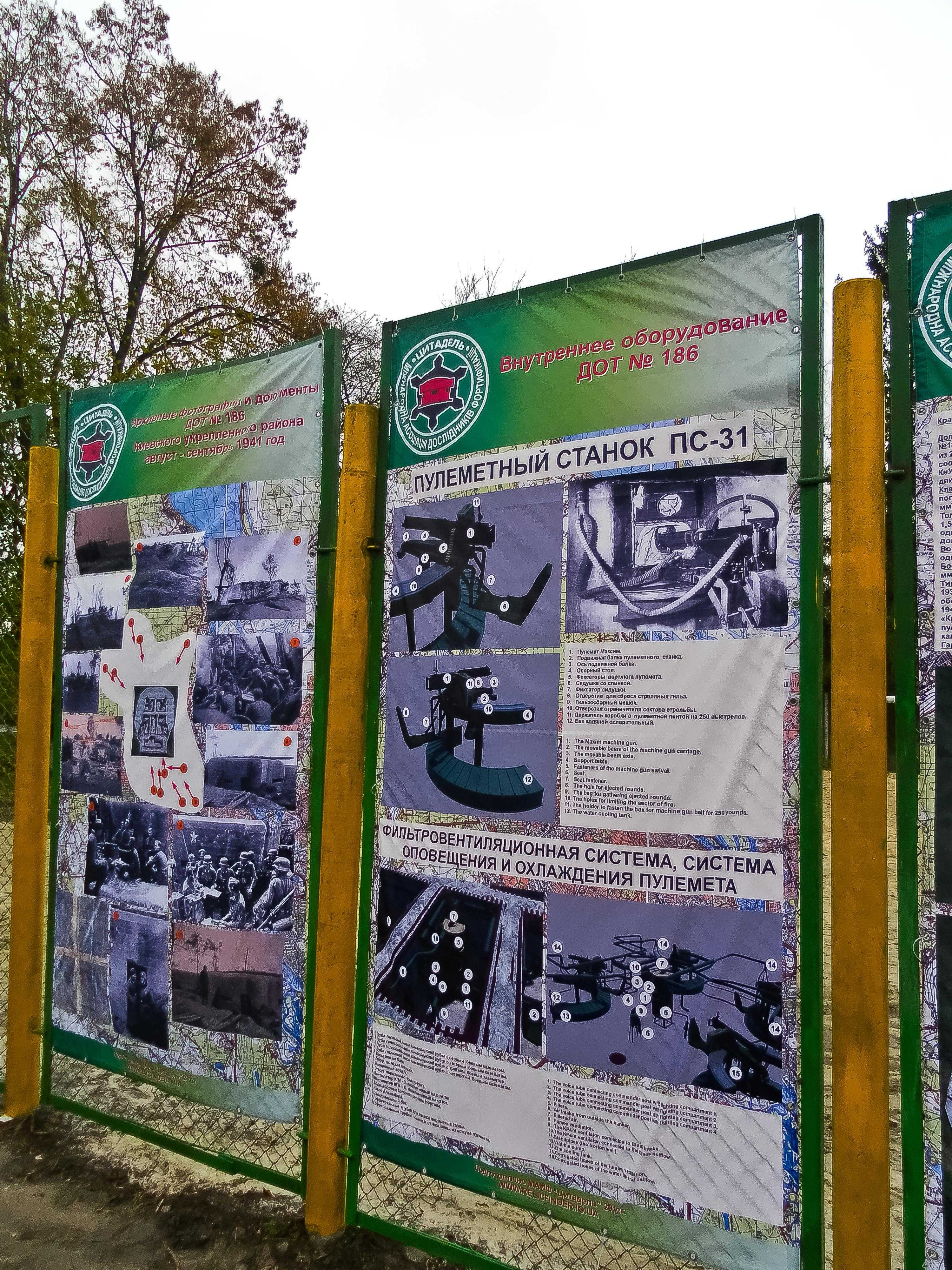
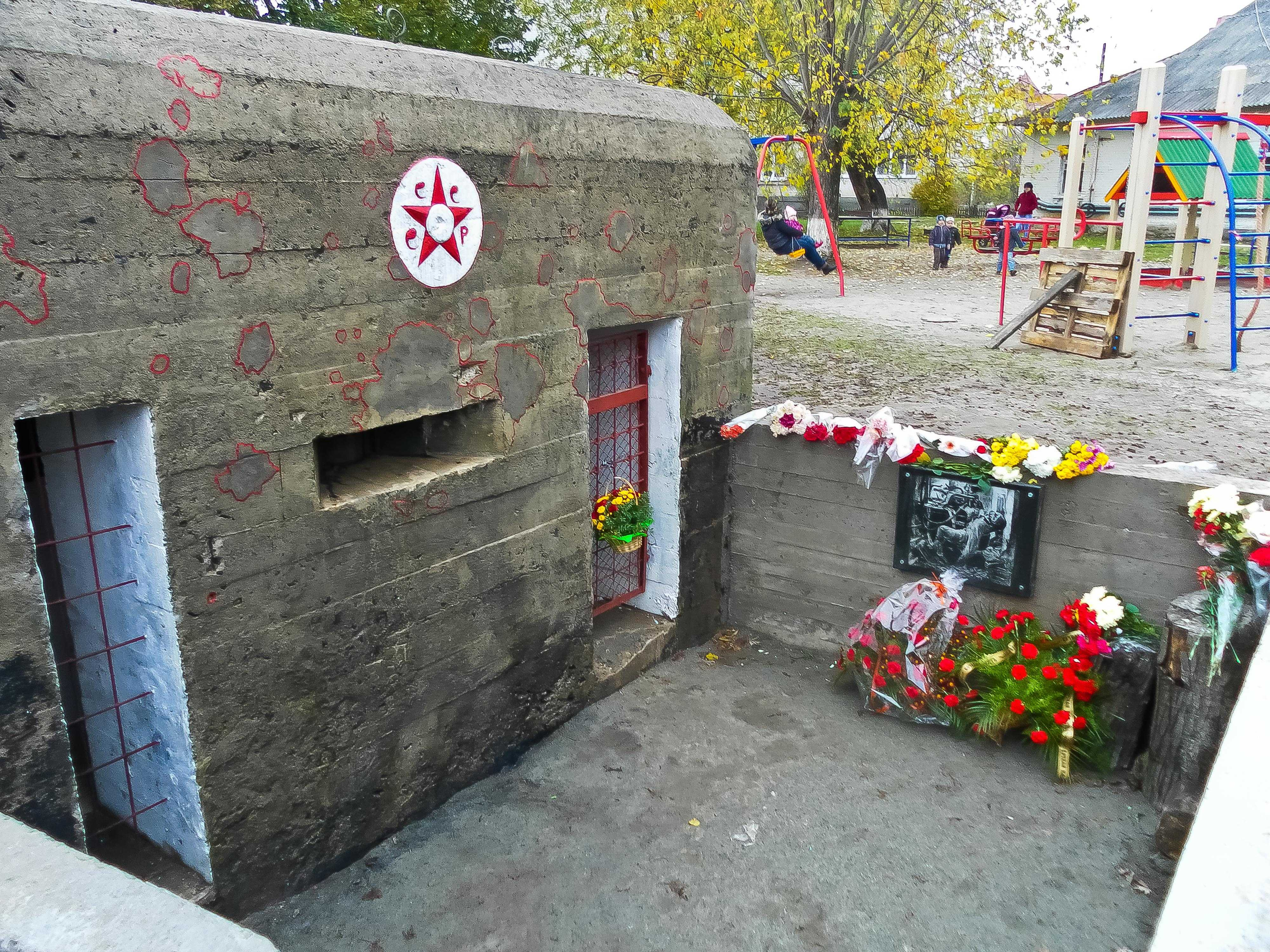
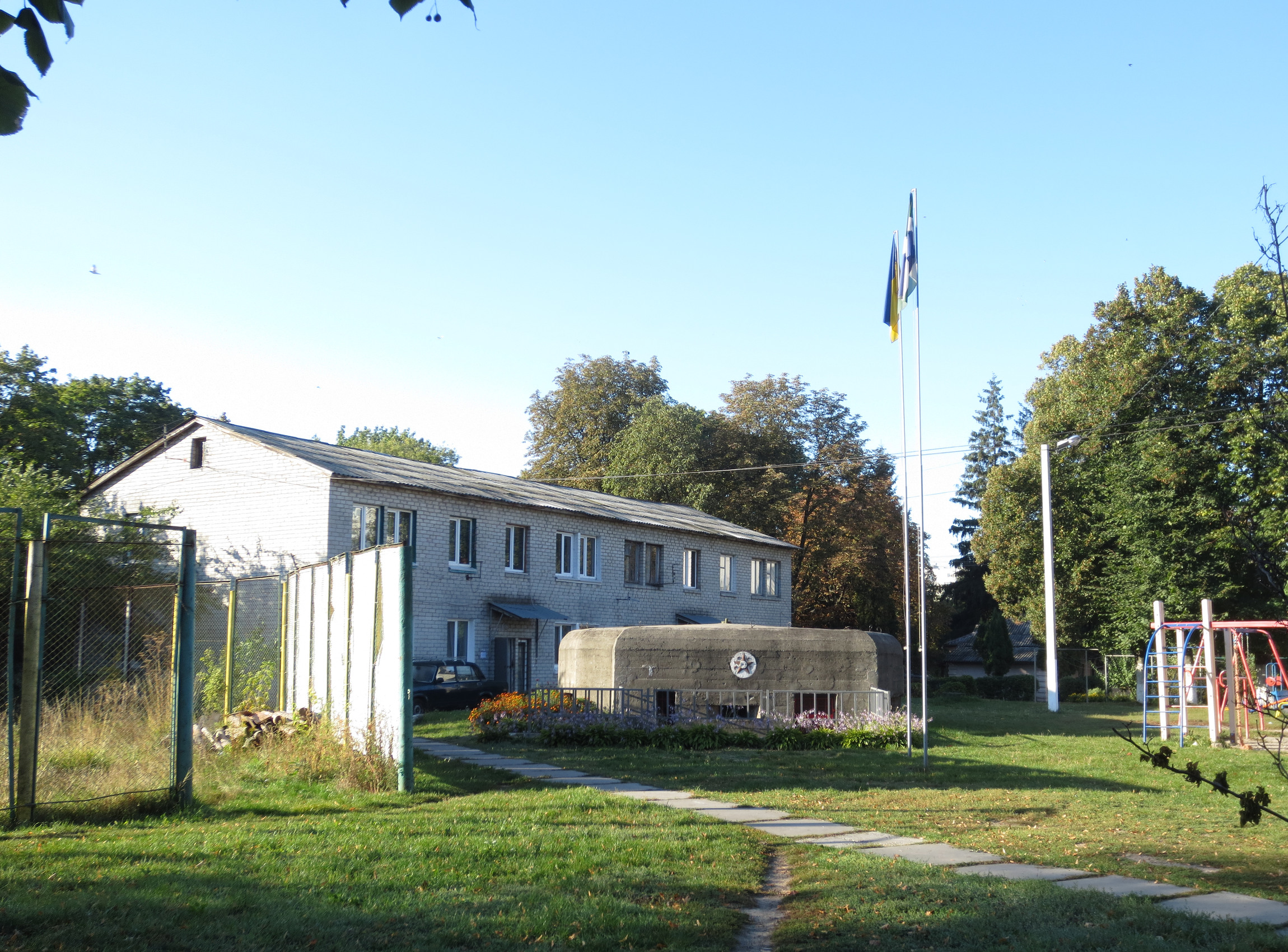
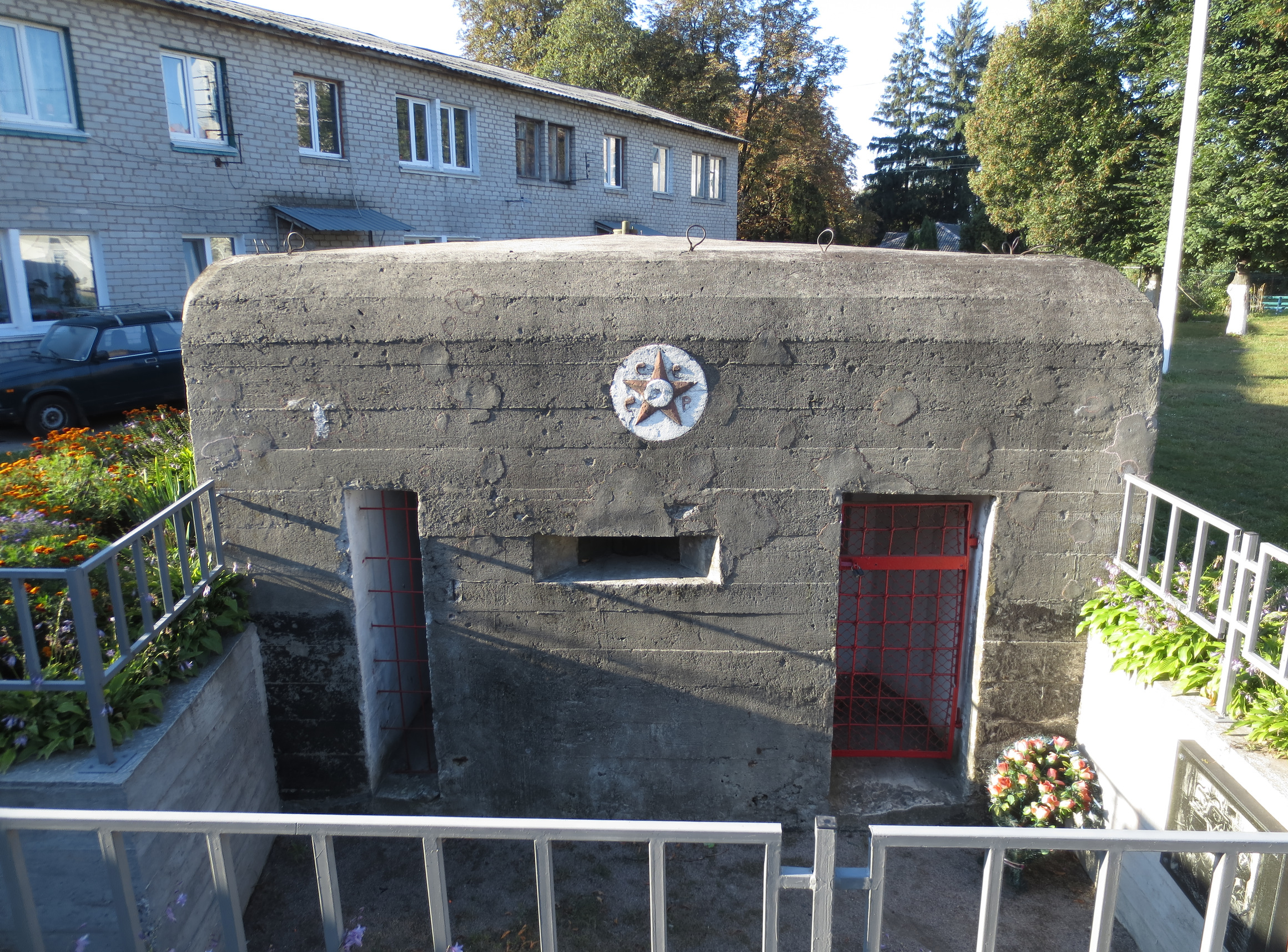